# Nossen
Nossen település Németországban, azon belül Szászország tartományban. Lakosainak száma 10 377 fő (2023. december 31.). Nossen Lommatzsch és Reinsberg községekkel határos.

## Népesség
A település népességének változása:
| Lakosok száma | 10 694 | 10 598 | 10 446 | 10 389 | 10 377 |
|               | 2017   | 2019   | 2021   | 2022   | 2023   |